# Boone (Caroline du Nord)
Pour les articles homonymes, voir Boone.
La ville de Boone est le siège du comté de Watauga, situé en Caroline du Nord, aux États-Unis.

## Économie
L'organisation humanitaire chrétienne Samaritan's Purse est basée à Boone.

### Entreprises, par nombre d'employés
En 2010, selon le rapport annuel financier de la Ville, les entreprises les plus importantes par rapport au nombre d'employés sont :
| #  | Entreprise                         | # d'employés |
| -- | ---------------------------------- | ------------ |
| 1  | Université d'État des Appalaches   | 1,000+       |
| 2  | Watauga Medical Center             | 500-999      |
| 3  | Les écoles du comté de Watauga     | 500-999      |
| 4  | Le comté de Watauga                | 250-499      |
| 5  | Wal-Mart                           | 100-250      |
| 6  | Lowe's                             | 100-250      |
| 7  | Town of Boone                      | 100-250      |
| 8  | IRC                                | 100-250      |
| 9  | Glenbridge Health & Rehabilitation | 100-250      |
| 10 | Hospitality Mints                  | 100-250      |

## Démographie
| 1880 | 1890 | 1900 | 1910 | 1920 | 1930  |
| ---- | ---- | ---- | ---- | ---- | ----- |
| 167  | 144  | 155  | 179  | 374  | 1 295 |

| 1940  | 1950  | 1960  | 1970  | 1980   | 1990   |
| ----- | ----- | ----- | ----- | ------ | ------ |
| 1 788 | 2 973 | 3 686 | 8 754 | 10 191 | 12 915 |

| 2000   | 2010   | - | - | - | - |
| ------ | ------ | - | - | - | - |
| 13 472 | 17 122 | - | - | - | - |

## Points d'intérêt
- Blue Ridge Parkway
- Parc d'État d'Elk Knob
- Grandfather Mountain